# Francesc Xavier
Francisco de Jaso y Azpilicueta, més conegut com a Francesc Xavier, Francesc de Javier o Francés de Jaso (7 d'abril de 1506 – 3 de desembre de 1552) fou un religiós i missioner navarrès de la Companyia de Jesús nascut al Castell de Xavier que feia frontera amb Aragó, situat al costat de l'actual poble de Xabier i va morir a l'illa de Shangchuan (Xina). Fou santificat per l'Església Catòlica amb el nom de Sant Francesc Xavier.
Francesc Xavier fou un rellevant missioner jesuïta, membre del grup precursor de la Companyia de Jesús i un estret col·laborador del seu fundador, Sant Ignasi de Loyola. Va destacar per les seves missions que es van desenvolupar a l'extrem orient i el Japó. Va rebre el sobrenom de l'Apòstol de les Índies.

## Circumstàncies històriques del seu naixement
Francesc Xavier va néixer el 1506 i sis anys després, el 1512 es va produir la invasió i conquesta de Navarra per part de la Corona de Castella i la Corona d'Aragó al capdavant de les quals hi havia Fadrique Álvarez de Toledo, Duc d'Alba, per ordre de Ferran el Catòlic amb el suport dels beaumontesos de Navarra. Aquests s'havien enfrontat en una llarga guerra civil als agramontesos. Després de la invasió es van produir diverses contraofensives navarreses, però finalment es va consumar el domini per part de Castella de l'Alta Navarra, mentre que la Baixa Navarra, al nord dels Pirineus, es va mantenir com a regne independent i amb el pas del temps va acabar sota domini de França.
Francesc Xavier provenia d'una família important del bàndol agramontès. El seu pare, Joanes Jatsu, era President del Reial Consell de Joan III d'Albret, cosa que va provocar que després de la invasió s'exiliés amb la seva família al Bearn, on va morir. Els seus germans Miquel i Joan foren destacats membres de les tropes del rei de Navarra i de Caterina de Foix, van participar en les diferents contraofensives per tal de recuperar el regne. En la de 1521 es van enfrontar amb el capità Ignasi de Loyola, que pertanyia a la guarnició castellana de Pamplona, on va ser ferit aquest últim. Ignasi de Loyola va fundar més tard la Companyia de Jesús, en la qual Francesc Xavier fou un gran amic i col·laborador. Posteriorment les tropes castellanes van derrotar en la batalla de Noain les tropes navarreses i gascones, cosa que va condicionar el futur del Regne de Navarra.
El Castell de Xavier, com la resta de fortaleses de Navarra, fou derruït i se li va omplir el fossat per ordre del Cardenal Cisneros el 1516.

## Biografia
Francesc Xavier va néixer al castell de Xavier el 7 d'abril de 1506, en el si d'una família noble. El pare era President del Reial Consell del rei de Navarra, com hem vist, i la mare era Maria de Azpilicueta, de la mateixa família que Martín de Azpilcueta, l'anomenat doctor navarrus. Era el petit de cinc germans: Magdelana, Ana, Miguel i Juan.
La infantesa va estar marcada pels fets històrics que van comportar la pèrdua de la independència de Navarra i la seva família va estar molt involucrada en aquests fets. La casa natal fou un lloc de trobada dels partidaris dels Albret. Els seus germans foren membres de l'exèrcit de Joan III i foren fets presoners. Aquestes circumstàncies potser van ser l'esca que Francesc Xavier seguís estudis religiosos i que els seus viatges evangelitzadors estiguessin sota la protecció i bandera de Portugal, i no pas de la de Castella.

### Estudis a París
El 1524 Francesc de Javier va prendre la decisió d'anar a estudiar a París, a la Sorbona. Abans havia estudiat en diverses ciutats de Navarra i els va acabar a Pamplona.
El setembre de 1525 va marxar a la ciutat del Sena, on va conèixer qui seria el seu millor amic, Ignasi de Loyola, posteriorment Sant, que mai el va deixar sol en els moments difícils de París i sempre el va ajudar, com, per exemple, quan Francesc Xavier va tenir problemes econòmics.
Fou allí on, amb altres cinc companys, es va constituir l'embrió de la Companyia de Jesús. El 15 d'agost de 1534, un cop van acabar els estudis, van jurar els vots de caritat i castedat, i van prometre viatjar a Terra Santa, a l'església parisenca de Montmartre. Francesc Xavier es va quedar a París dos anys més estudiant teologia, després de participar en els exercicis espirituals juntament amb Ignasi de Loyola.
El 1537 es va reunir amb Ignasi de Loyola per tal de viatjar a Roma. A Roma van visitar el papa Pau III per tal que els donés la benedicció abans de començar el viatge a Terra Santa, viatge que no es va fer a causa de la guerra que havia començat entre Venècia i Turquia. Van arribar a Venècia i fou ordenat sacerdot el 24 de juny. Durant l'estada a Venècia, mentre esperaven el vaixell per anar a Terra Santa, es va dedicar, juntament amb els companys, a predicar per la ciutat. Davant dels retards en el viatge, van tornar a Roma i es van oferir al papa per tal de ser enviats a qualsevol altra banda. De Roma van anar a Lisboa el 1540 on va començar l'etapa més important de la seva vida: la de missioner. El viatge a Portugal va ser motivat per la sol·licitud de l'ambaixador portuguès a Roma, Pedro Mascarenhas, que va demanar en nom de Joan II de Portugal a Ignasi de Loyola i a alguns homes seus per tal d'enviar-los a les Índies Orientals. Per a aquest viatge, el papa va nomenar Francesc Xavier com el seu llegat a les terres del Mar Roig, el Golf Pèrsic i Oceania, a un i altre costat del Ganges.

### Missioner

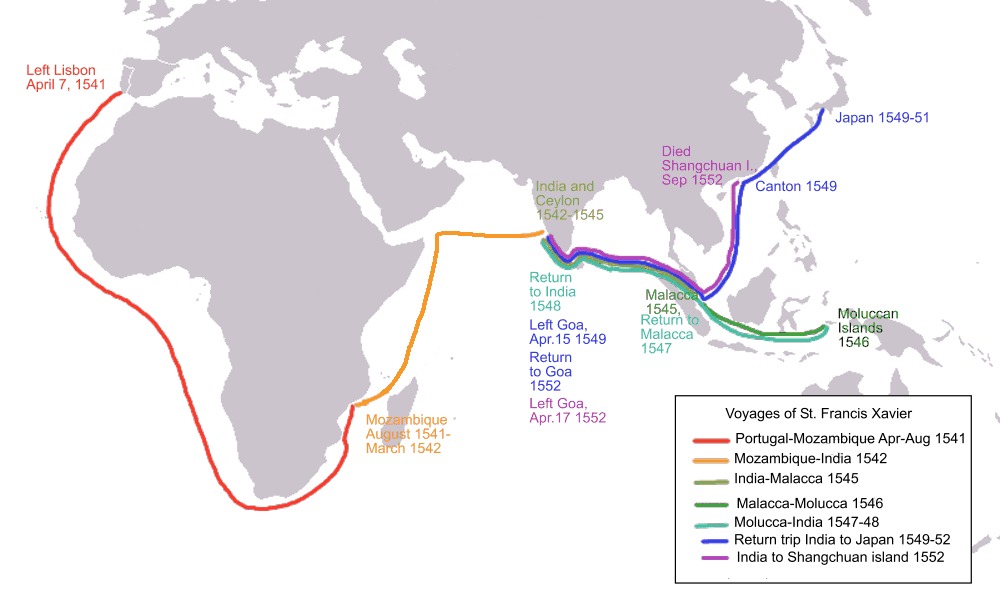
Mapa del viatge de Sant Francesc Xavier

El viatge a Lisboa va ser per terra i va parar a Azpeitia (Guipúscoa) per entregar cartes d'Ignasi de Loyola a la seva família. A Lisboa hi va estar un temps fins que fou designat per tal de ser enviat a les Índies. En aquest temps no va parar de predicar l'evangeli als pobres de la ciutat.
El 7 d'abril de 1541, el dia que feia 35 anys, va sortir l'expedició que va arribar el 22 de setembre a Moçambic. Aquí s'hi va quedar fins al febrer de l'any següent. En aquesta estada va ajudar a l'hospital i va poder veure la realitat del tracte que es donava als negres, cosa que el va portar als primers enfrontaments.
Després de fer escales a Melinde i Socotora, va arribar a Goa, la ciutat que temps a venir seria la capital de l'Índia portuguesa, el 6 de maig de 1542. Va preparar un text divulgatiu basat en el catecisme de Juan Barros i va començar a predicar la doctrina catòlica per la ciutat, mentre assistia malalts a punt de morir, va visitar presos i socórrer als pobres.
Per tenir un apropament més intens es va dedicar a aprendre la llengua del país. Després de rebutjar el lloc de director del seminari de Sant Pau, es va embarcar l'octubre de 1542 cap a les illes de la Pesqueria, on hi va restar més d'un any.
Va evangelitzar als indis Paravas i va recórrer les ciutats de Thoothukudi, Trichendur, Manapar i Combuture. Va trobar l'oposició dels brahmans, que habitaven les pagodes de la regió.
Va aprendre el tàmil i va traduir a aquesta llengua part dels textos cristians i un sermó sobre el cel i l'infern.
El novembre de 1543 es va trobar amb els seus companys Micer Paulo i Mansilla a Goa i es va entrevistar amb el bisbe de la ciutat, Juan de Alburquerque, per tal de demanar-li missioners. El bisbe li va atorgar 6 sacerdots. Amb els nous col·laboradors se'n va tornar a la Pesqueria. Durant el viatge va escriure diverses cartes als seus companys de Roma, en una hi deia: "Molts cristians s'abandonen en aquesta part, perquè no hi ha persones que s'ocupin en l'evangelització. Moltes vegades els pensaments em mouen per anar a les universitats cridant com un home que hagi perdut la raó, i principalment la universitat de París, dient a la Sorbona a aquells que tenen més lletres que voluntat, per tal que facin alguna cosa amb aquestes. Quantes ànimes no van a la glòria i van a l'infern per la negligència d'aquests! És tanta la multitud dels que es converteixen a la fe de Crist en aquesta part, en aquesta terra on camino, que moltes vegades em sembla que tinc els braços molt cansats de tant de batejar, i no poder parlar de tantes vegades de dir el Credo i els manaments en la llengua d'ells i altres oracions."
Va establir a la Pesqueria un sistema d'assignació de territoris a un responsable, que havia de mantenir-lo informat de com anava la missió. Un cop que va haver organitzat aquest territori, va marxar cap a Manapar i el districte sud. Va restar un mes amb els makuas on va batejar a més de 10 mil persones.
El 1542 va marxar cap a les Moluques amb Juan Eiro. Hi va restar tres mesos, on va aprendre un mínim de l'idioma i es va familiaritzar amb la cultura local. També va traduir amb l'ajuda de gent entesa, la part bàsica dels textos doctrinals catòlics. Aquest mateix any va escriure al rei de Portugal sobre les injustícies i vexacions que imposaven els seus propis oficials.
El gener de 1546 va marxar cap a Amborio i Ternate, després de preparar les Intruccions per a catequistes de la Companyia de Jesús. Va arribar al destí al cap d'un mes i mig. Va recórrer moltes illes de la regió i a Baranula (Ceran), segons s'explica, un cranc li va tornar un crucifix que havia perdut durant una tempesta.

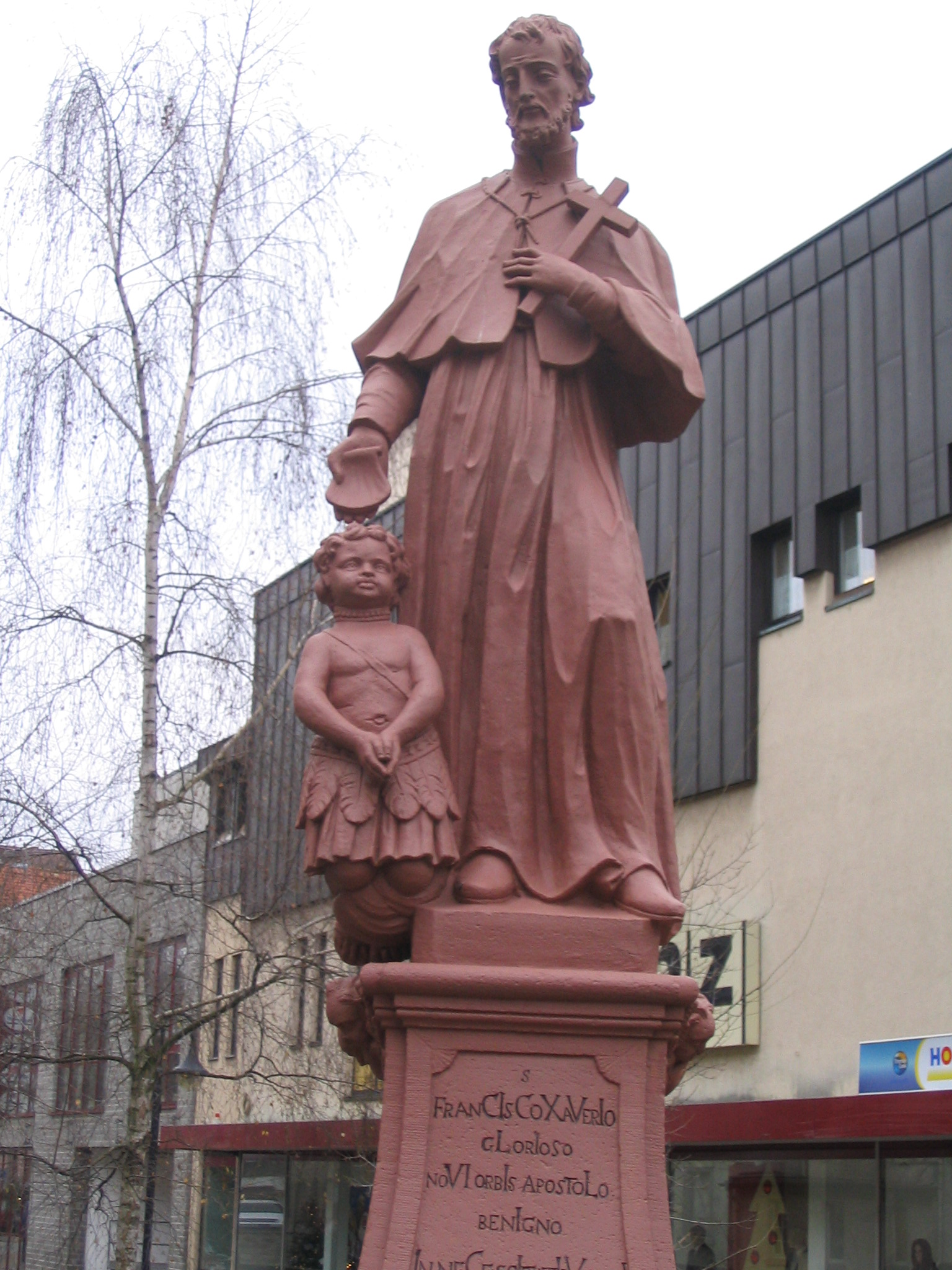
Sant Francesc Xavier

El juny arriba a Ternate, un ric centre comercial d'espècies i l'última possessió portuguesa, on hi va restar tres mesos. Des d'aquí va anar a les illes del Moro, on hi va passar tres mesos més. D'aquestes illes va començar el viatge de tornada a Cochín, on hi va arribar el 13 de gener de 1548.
Després de fer tasques de reordenació i supervisió de les missions establertes a l'Índia i les Moluques, on es va sentir decebut per la decadència que patien, tal com ho demostra a les seves cartes, va marxar cap al Japó, juntament amb Cosme de Torres i Juan Fernández, el diumenge de rams de 1549, hi va arribar el 15 d'agost. Van desembarcar a Kagoshima, que llavors era la capital de regne del Sud del Japó. Va restar durant un any més dos anys i tres mesos en terres japoneses. En col·laboració del company Pau de Santa Fe va evangelitzar les terres nipones i va traduir l'obra Declaració dels articles de la fe, que es va aprendre de memòria i recitava pels carres. Per tal de respondre a les preguntes d'aquells que li feien preguntes feia servir un intèrpret. Davant del fracàs de la missió, va pensar a reunir-se amb el governador de la zona amb l'esperança que si aquest es convertia al catolicisme, el poble també prendria aquesta religió. El 1550 es va dirigir al nord amb aquesta intenció. Va fundar una petita col·lectivitat cristiana a Hirado. Va arribar a Yamaguchi, després a Sakai i, finalment a Meaco, on va intentar, sense aconseguir-ho, ser rebut pel rei.
Es va traslladar a Yamaguchi de nou i va obtenir del príncep la garantia de respecte per als conversos al cristianisme. Davant aquesta perspectiva, va realitzar amb els seus dos companys, una intensa tasca de predicació que va donar com a fruit la creació d'una petita comunitat catòlica. Molts dels convertits foren samurais. L'oposició del clergat local, els bonzos, fou sempre molt forta.
El setembre de 1551 va ser cridat pel príncep Bungo, que li va permetre predicar en aquelles illes. Un mes després va marxar a l'Índia, després d'haver realitzat algunes conversions, ja que havia rebut notícies d'allà. El viatge de tornada es feia amb el vaixell Santa Cruz que era capitanejat per Diego de Pereira, que li dona la idea d'organitzar una ambaixada a la Xina en nom del rei de Portugal per tal d'establir negociacions de pau. Quan arriba a Malaca es troba que l'Índia ha estat declarada província jesuítica independent de Portugal i que ell és el cap provincial.
El 24 de gener de 1552 va arribar a Conxín i el 18 de febrer a Goa. Després de solucionar alguns problemes de les missions i preparar el viatge a la Xina, va marxar cap aquí el 14 d'abril. Estava acompanyat pel pare Gago, el germà Álvaro de Ferreira, Antonio de Santa Fe (d'origen xinès) i un criat hindú de nom Cristòfol i s'embarcaren de nou a la Santa Cruz capitanejada per Pereida.
Quan van arribar a Malaca van tenir problemes amb el capità de Mares, Alvaro de Ataide, que va endarrerir el viatge durant dos mesos i va impedir que Pereida continués capitanejant el vaixell. Van arribar a l'Illa Shangchuan a finals d'agost de 1552. Aquesta illa era el lloc de trobada entre els mercaders xinesos i portuguesos.
Va restar a l'espera de la crida d'un vaixell xinès que l'havia d'introduir clandestinament al continent. El 3 de desembre de 1553 va morir quan tenia 46 anys. Segons la llegenda navarresa, les seves darreres paraules, moribund, van ser dites en la seva llengua materna, l'euskera. El seu cos va ser portat a Goa, on va arribar la primavera de 1554 i on va ser enterrat.

## Canonització, patronatge i festes
Fou canonitzat pel Papa Gregori XV el 1622 juntament amb sant Ignasi de Loyola, santa Teresa de Jesús, sant Isidre Llaurador i sant Felip Neri.
Ha estat nomenat patró de diversos llocs i obres:
- El 1748 és nomenat patró de totes les terres a l'est del Cap de Bona Esperança.
- El 1904 és nomenat patró de l'Obra de la Propagació de la Fe.
- El 1927 el Papa Pius XI el nomena patró de les missions juntament amb Santa Teresa del nen Jesús.
- És també patró de la branca dels caminants dins del moviment de Scouts Catòlics.

És copatró de Navarra, juntament amb sant Fermí de Pamplona i se celebra l'onomàstica el dia 3 de desembre, l'aniversari de la seva mort. Anualment, els primers dies de març, se celebra una massiva peregrinació en el seu record al Castell de Xavier, coneguda com a xavierada.
Igualment, i en homenatge al sant i a la seva llengua materna (l'euskera), la Societat d'Estudis Bascos-Eusko Ikaskuntza va anomenar el 1947 el 3 de desembre com el Dia Internacional de l'Èuscar. Així doncs, des d'aleshores se celebra en aquesta data la festivitat del patró de Navarra i el dia internacional de l'euskera.

## Galeria d'imatges

Pintura oriental amb el sant
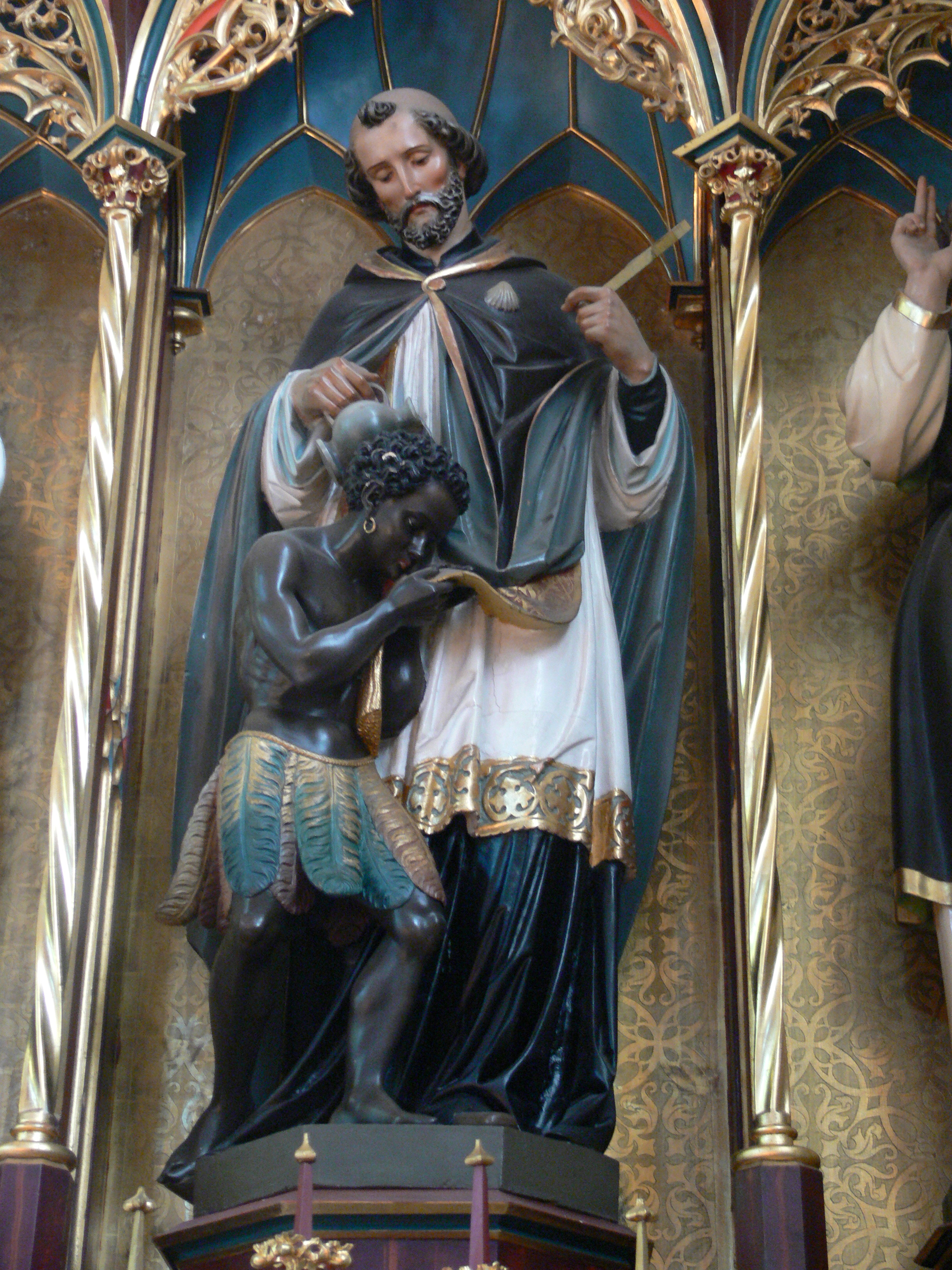
Talla a l'altar de St. Pelagius (Weitnau), 1870
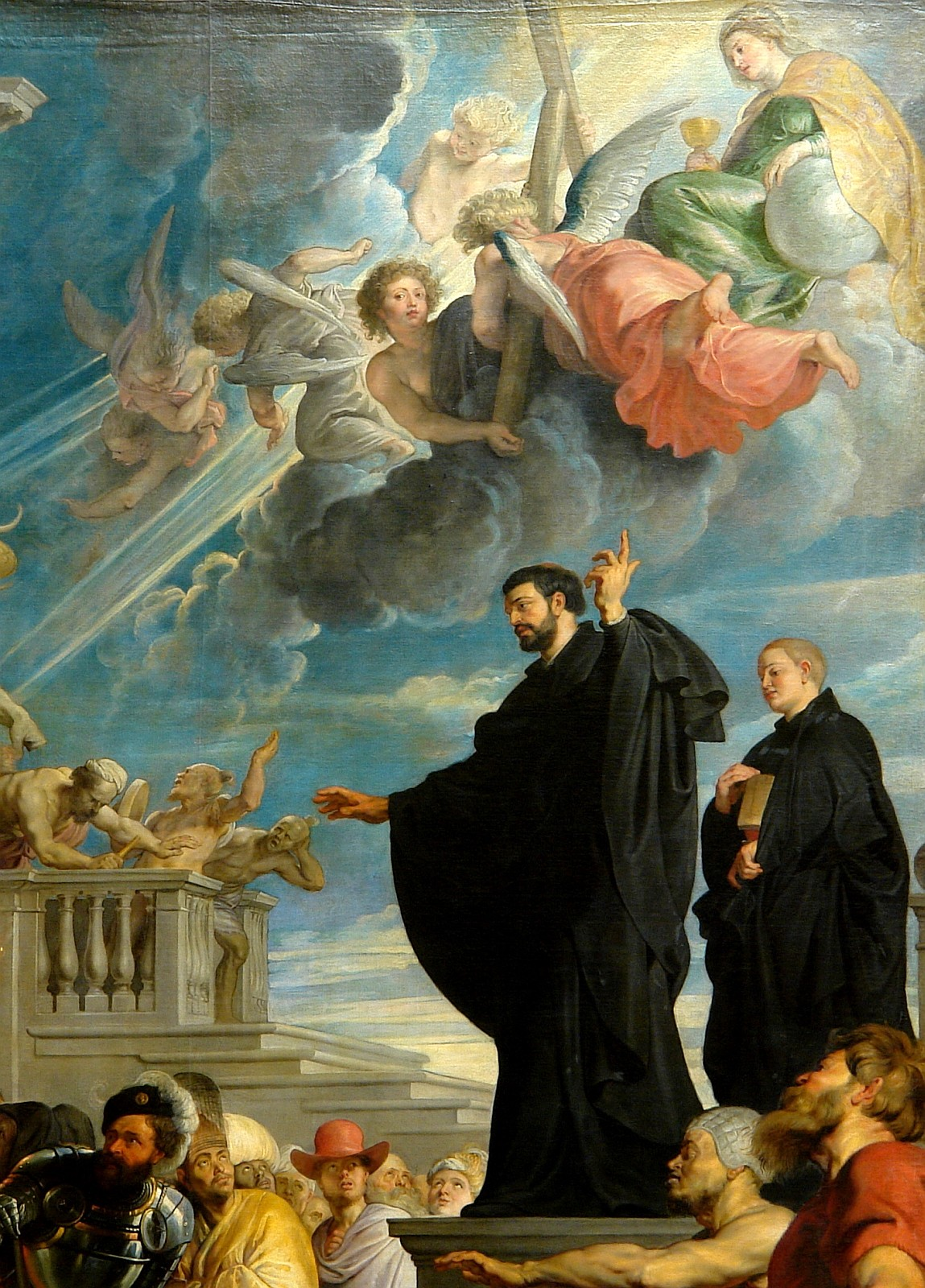
Miracle de S. Francesc per P. P. Rubens, 1618 (Viena, Kunstshistorisches Museum)
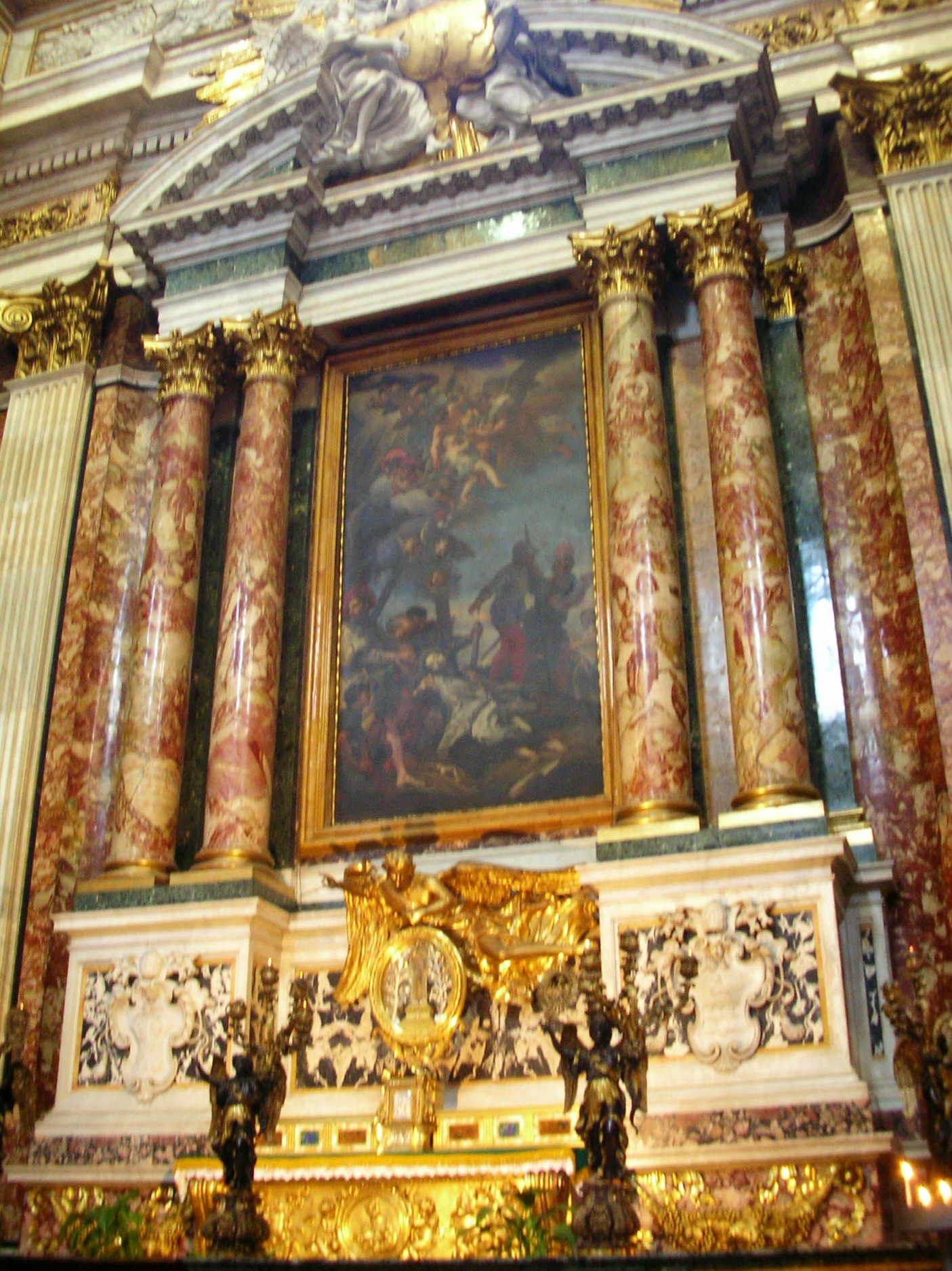
Altar i reliquiari de S. Francesc Xavier, amb un braç del sant (Roma, Església del Gesù)
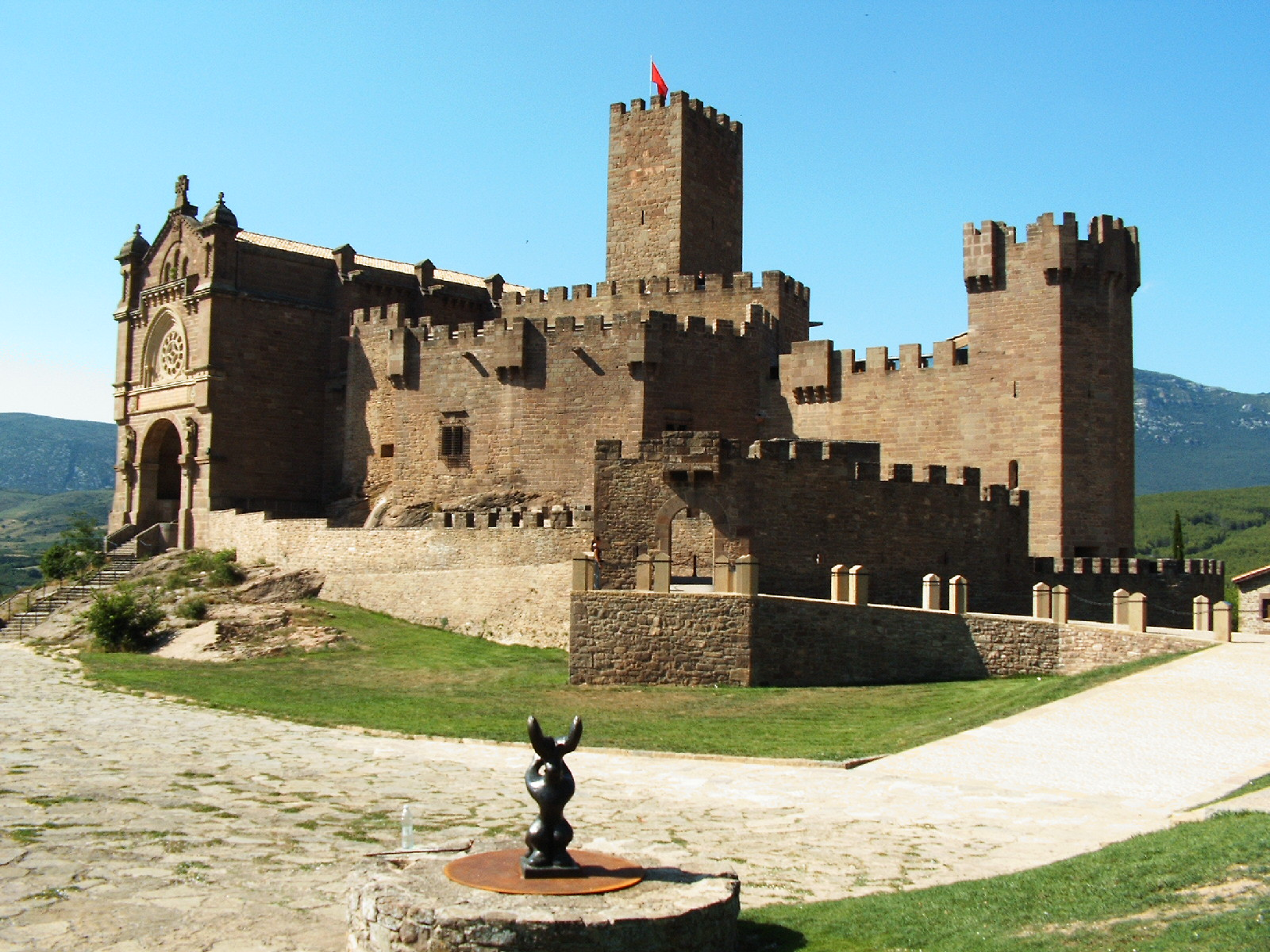
Castell i basílica de Javier
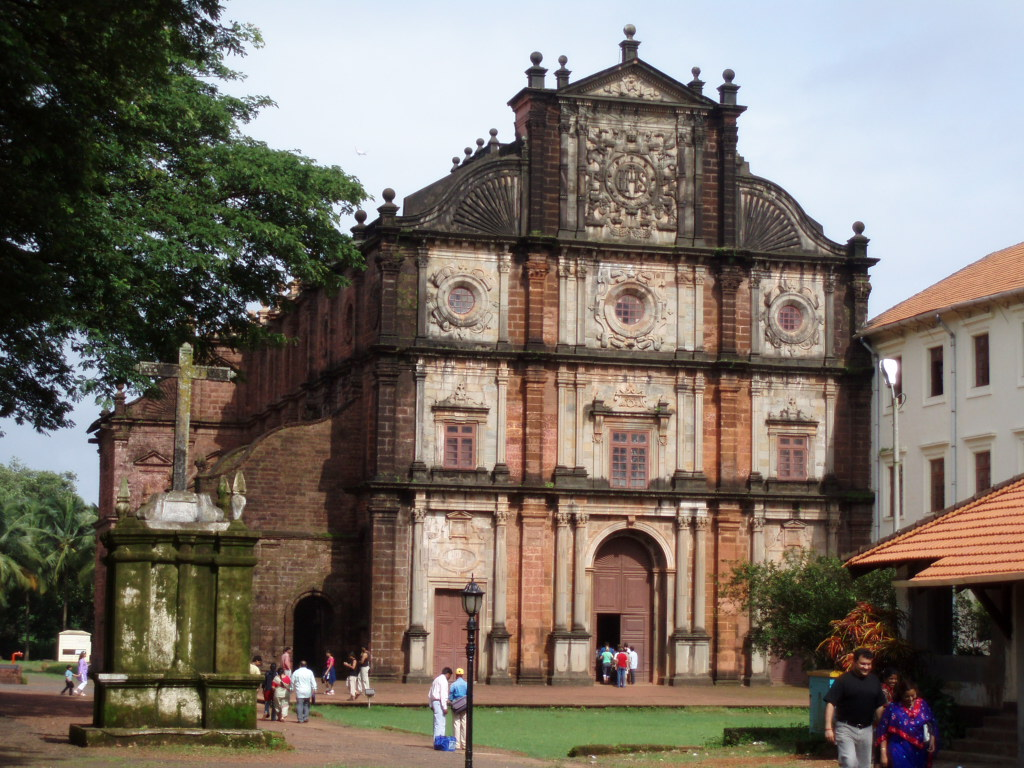
Basílica del Bom Jesús de Goa
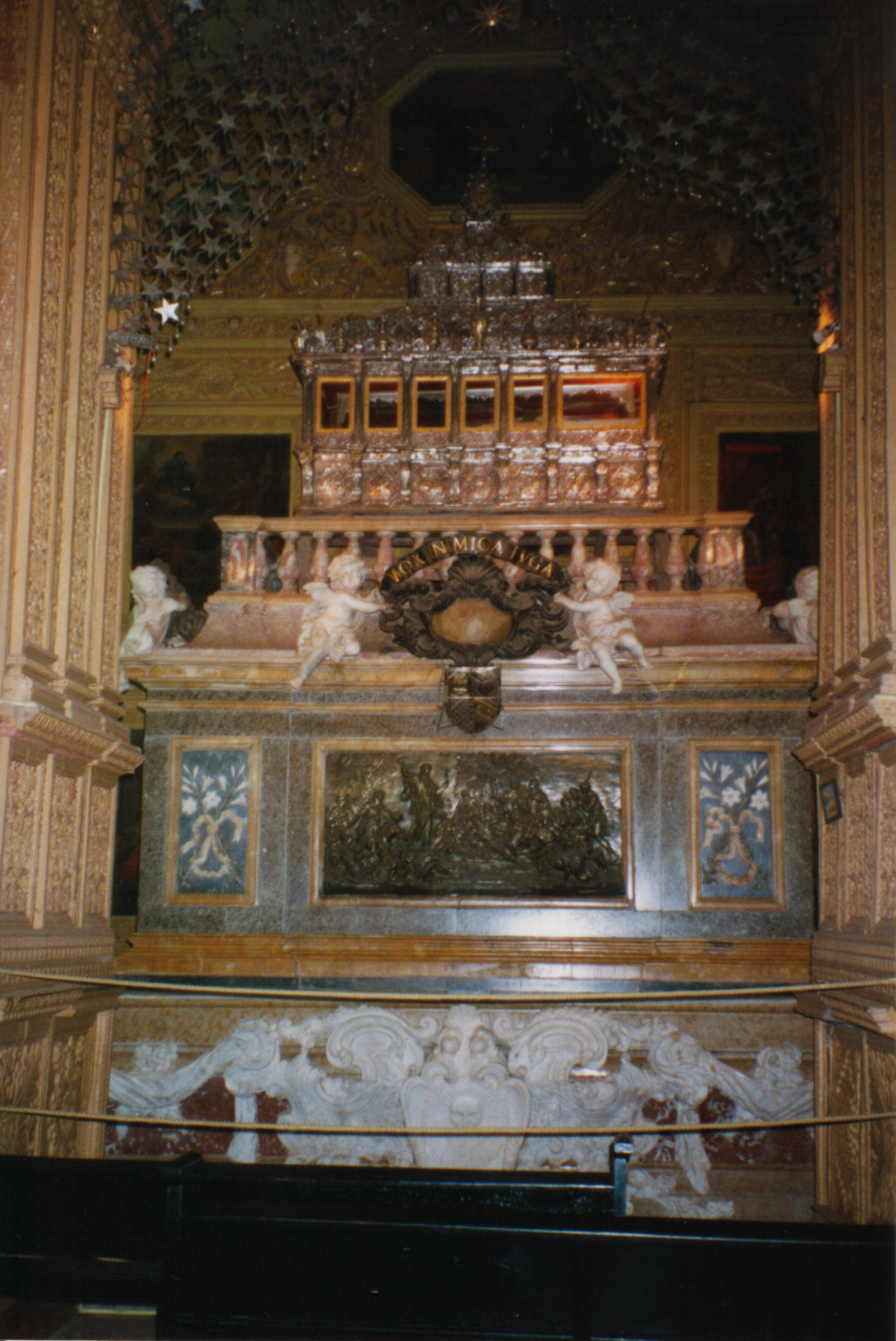
Sepulcre del sant al Bom Jesús de Goa